# José Ramos Delgado
José Manuel Ramos Delgado (25. august 1935 – 3. december 2010) var en argentinsk fodboldspiller og -træner, der som forsvarer på Argentinas landshold deltog ved to VM-slutrunder (1958 og 1962). I alt nåede han at spille 25 kampe for landsholdet.
Ramos Delgado spillede på klubplan primært i hjemlandt hos River Plate og i Brasilien hos Santos FC. Han havde også ophold i blandt andet Lanús og Banfield.
Efter sit karrierestop var Ramos Delgado desuden træner, og stod blandt andet i spidsen for Gimnasia de La Plata, Estudiantes de La Plata, All Boys og Quilmes